# 贺疃镇
贺疃乡，是中华人民共和国安徽省淮南市潘集区下辖的一个乡镇级行政单位。

## 行政区划
贺疃乡下辖以下地区：
秦万村、唐集村、杨祠村、贺疃村、史圩村、均刘村、塘东村、塘西村、古路岗村、陈倪村、李庄村、贾庄村、杨元村和朱集村。